# 39 Seemänner und ein Mädchen
39 Seemänner und ein Mädchen (Originaltitel Een pige og 39 sømænd) ist ein dänischer Spielfilm der Regisseurin Annelise Reenberg aus dem Jahr 1965. Das Drehbuch verfasste die Regisseurin zusammen mit Peer Guldbrandsen. In Dänemark kam der Film zum ersten Mal am 12. November 1965 in die Kinos, in der Bundesrepublik Deutschland am 19. August 1966.

## Handlung
Weil die Reederin den Kapitän ihres Schiffes ärgern will, schickt sie ihm statt eines ausgewachsenen Seebären eine blutjunge Landratte als Radiotelegrafistin unter die 39-köpfige Mannschaft. Während diese den Vorposten weiblicher Gleichberechtigung hocherfreut willkommen heißt und mit Einladungen und Zudringlichkeiten nicht spart, schäumt Kapitän Barker wie die wilde See über den Streich seiner Chefin. Doch Else Jensen gelobt, artig und keusch zu sein. Keinen der Matrosen will sie länger, als es der Dienst gebietet, ansehen. Doch wie gelobt, so gebrochen. Die Funken springen über, als Peter, der Elektriker, der völlig in Tränen aufgelösten und ahnungslosen die Bedienung der Apparaturen erklärt und sie ein paar Tage später in der Kapitänsbadewanne überrascht. Er ist es denn auch, der die zur Halbweltdame Herausgeputzte zum Landurlaub mitnimmt und Else nach ihrer langen Einsamkeit schließlich in einer Gefängniszelle, in die sie beide nach einer Wirtshausschlägerei geraten sind, den Heiratsantrag macht.

## Kritik
„Dänisches Klamaukkino.“

„Ein naiver dänischer Spaß für ein paar «schöne Stunden» über das Thema: Wie verhält sich eine Frau unter 39 Männern, die nicht einsam sein und die kameradschaftliche Harmonie nicht stören will? Der Reiz des Films liegt weniger bei den komischen Einfällen als in der großen Spielfreude der Akteure.“